# El último atardecer (película)
El último atardecer (título original: The Last Sunset) es una película estadounidense de 1961, perteneciente al género wéstern, protagonizada por Rock Hudson y Kirk Douglas y dirigida por Robert Aldrich. Basada en la novela Sundown at Crazy Horse, de Howard Rigsby, fue adaptada por el guionista Dalton Trumbo.

## Sinopsis
Brendan 'Bren' O'Malley (Kirk Douglas), un pistolero que huye de la justicia por haber cometido un asesinato, es perseguido por el sheriff Dana Stribling (Rock Hudson). En su huida hacia México, O'Malley se detiene en el rancho donde vive Belle (Dorothy Malone), con la que años atrás mantuvo una relación sentimental. Belle vive con su marido, John Breckenridge (Joseph Cotten) y su hija Melissa ('Missy', Carol Lynley), de dieciséis años, quien rápidamente se enamora del pistolero. Tras O'Malley llega Stribling al rancho, donde hace saber a 
O'Malley su intención de detenerlo para que sea juzgado y condenado en Texas por el asesinato cometido por aquel. Stribling, a su vez, se enamora de Belle, mientras Breckenridge les ofrece a ambos contratarles para que le ayuden a conducir sus reses hasta el mismo Texas y venderlas. Durante el traslado, en el que O'Malley y Stribling mantienen un constante duelo dialéctico, Breckenridge muere en una reyerta y se suceden diversos acontecimientos. A pesar de ello, las reses son finalmente entregadas en Texas, y O'Malley y Stribling se enfrentan en un duelo final.

## Reparto
- Rock Hudson como Dana Stribling.
- Kirk Douglas como Brendan 'Bren' O'Malley.
- Dorothy Malone como Belle Breckenridge.
- Joseph Cotten como John Breckenridge.
- Carol Lynley como Melissa 'Missy' Breckenridge.
- Neville Brand como Frank Hobbs.
- Regis Toomey como Milton Wing.
- James Westmoreland como Julesburg Kid.
- Adam Williams como Calverton.
- Jack Elam como Ed Hobbs.
- John Shay como Bowman.

## Producción
Todos los exteriores de la película se rodaron en México: en Aguascalientes en el pueblo de Ignacio Zaragoza (Venadero).